# 青山通り

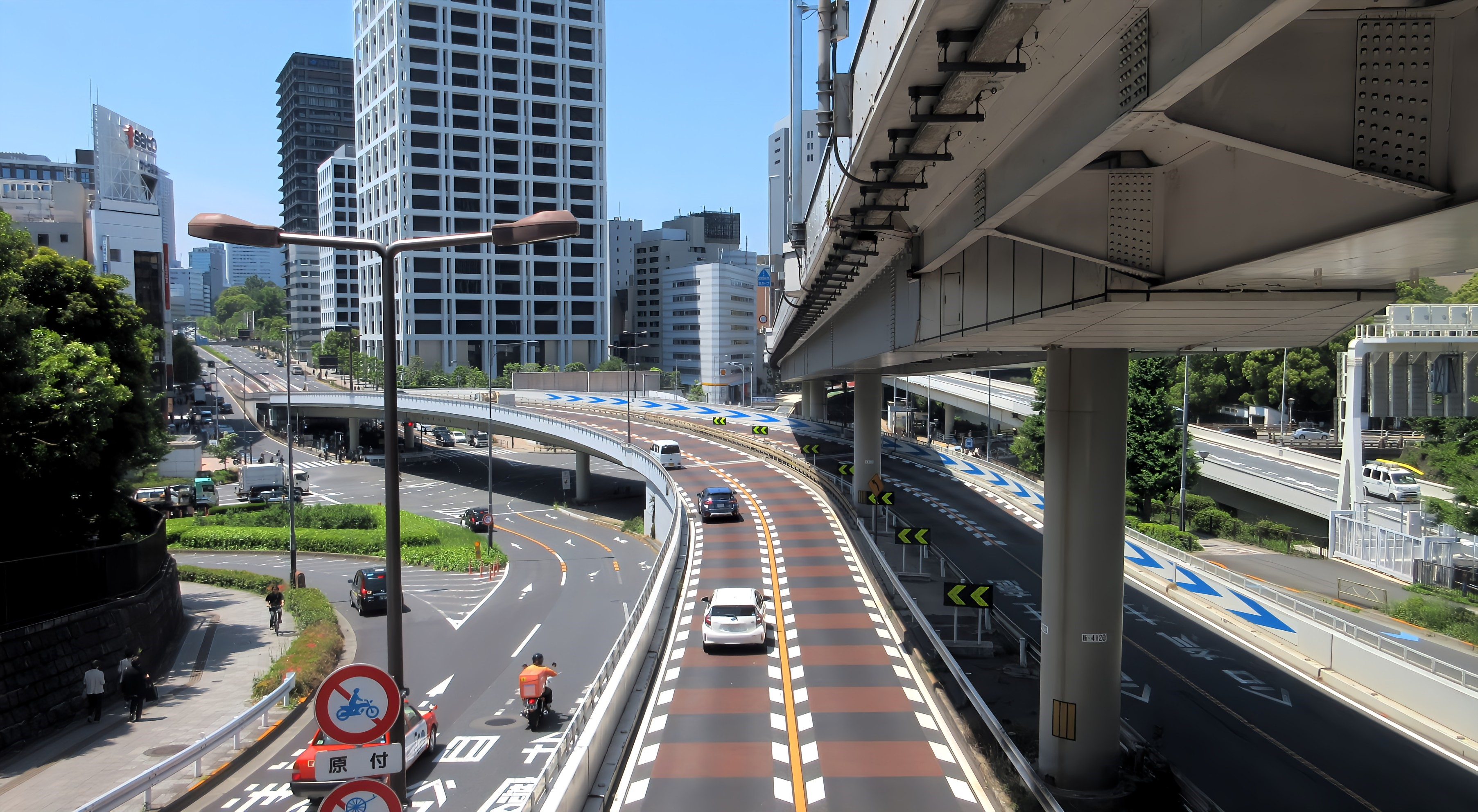
港区元赤坂１丁目(左斜めが青山通り)

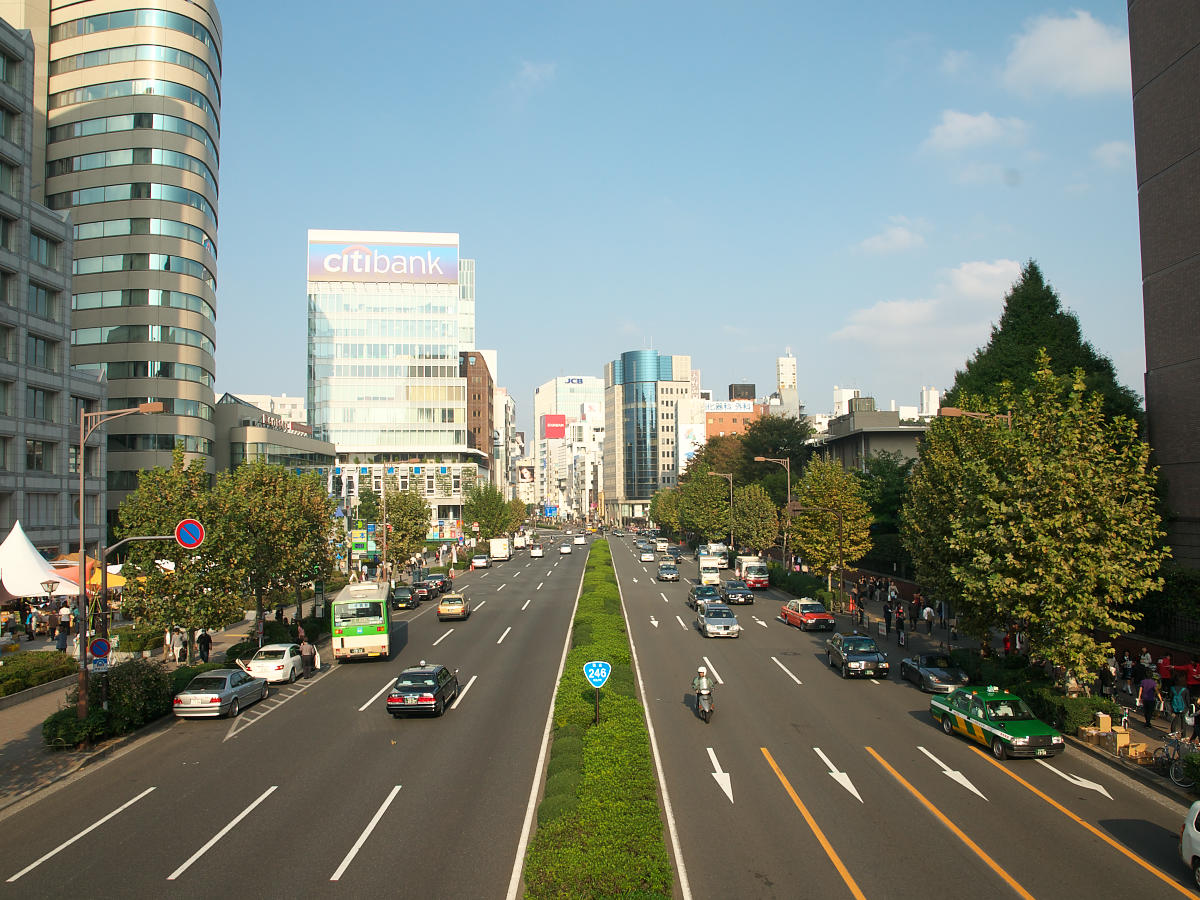
青山学院前交差点より北東方向南青山五丁目交差点を臨む

青山通り（あおやまどおり、英: Aoyama-dori Avenue）は、国道246号のうち、東京都千代田区から同渋谷区までの区間の通称である。

## 概要

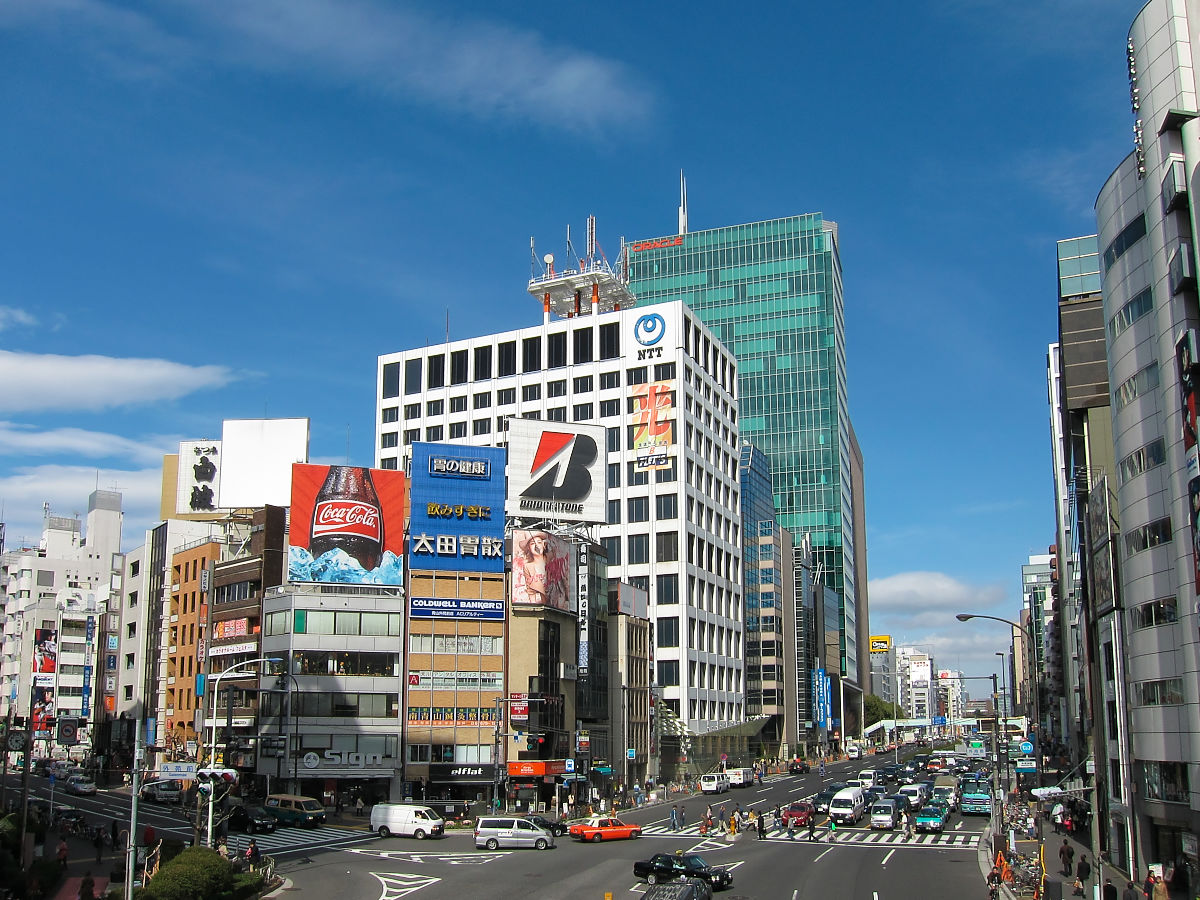
外苑前交差点

千代田区永田町の三宅坂から、港区赤坂・青山を経て、渋谷区渋谷に至る大通りである。
起点の三宅坂交差点はからはほぼ西へ向かって進み、赤坂見附交差点では左へ屈曲しながら外堀通りを立体交差（赤坂見附陸橋）で越え、西南西へ向きを変える。その後、外苑前交差点で左へ屈曲し、南西へ進路を変える。渋谷警察署前交差点は三差路になっているが、本道路は六本木通り（東京都道412号霞ヶ関渋谷線）に対する分岐という扱いになっており、同時にこの交差点が六本木通りの終点となっている。すぐ西側の渋谷駅東口交差点で明治通りと交差し、青山通りは終点となる。国道246号はここから「玉川通り」と名を変え、引き続き南西へ進行する。
この区間の間、赤坂・青山・表参道・骨董通り（高樹町通り）などがある。概ね片側3–4車線という広幅員道路であり、地下には東京メトロ銀座線及び東京メトロ半蔵門線が通る。
東宮御所、明治神宮外苑、やや奥まった場所にある青山霊園など、緑も多い。面する建物としては、渋谷から赤坂見附・永田町方面へと順々に見ていくと、国際連合大学、青山学院、Ao (複合商業ビル)、伊藤忠商事東京本社ビル、新青山ビル（青山ツインビル）、草月会館、赤坂エクセルホテル東急などが続く。会社も多く立地し、オフィス街やファッション街としての人気が高い通りである。

## 歴史
江戸時代には厚木街道と呼ばれていた。五街道に次ぐ主要な街道の一つであった。青山の名称は、青山忠成の江戸屋敷があったことを由来としている。幕末になると現在の青山通りの北面に宗家の篠山藩の下屋敷や、現在の赤坂御用地の一画に中屋敷があった。南面には分家の屋敷が点在し、旗本屋敷や郡上藩の下屋敷があった。
明治時代に入ると、急速な交通機関の発達により大規模な道路改正計画が公示されるも、日清戦争の影響で計画は頓挫。一方、1904年（明治37年）には市電が青山通りの三宅坂から青山四丁目（現在の外苑前付近）まで開通、明治時代末期には内堀通りから渋谷までが路面電車で結ばれていた。
太平洋戦争末期の1945年（昭和20年）5月、アメリカ軍による東京大空襲（山の手大空襲）により、赤坂地区（赤坂・青山の旧赤坂区）は激しく被災、被害率は98.3 %にも達する焼け野原となった。
日本の敗戦後から17年、1964年東京オリンピック開幕まで2年と迫った1962年（昭和37年）、「青山通り」の呼び名が正式名称として採用された。1964年東京オリンピックに向けて大幅な道路の拡張工事が計画され、これが大きなターニングポイントとなり、現在の青山通りの姿に向かうこととなる。工事の結果、青山通りはそれまでの22メートルから現在の40メートルの道路へ拡張が行われた。1968年（昭和43年）9月29日、長年にわたって、親しまれてきた路面電車（当時都電）は、青山一丁目 - 渋谷区間が姿を消し、以後、青山通りは自動車が独占する通りとなっている。